# Fort du Paillet
Le fort du Paillet est un fort construit entre 1883 et 1886 dans la commune de Dardilly, au nord-ouest de Lyon, couvrant un secteur allant de La Tour-de-Salvagny à Limonest. Il est l'un des maillons de la deuxième ceinture de Lyon et plus globalement du système Séré de Rivières. 

## Caractéristiques

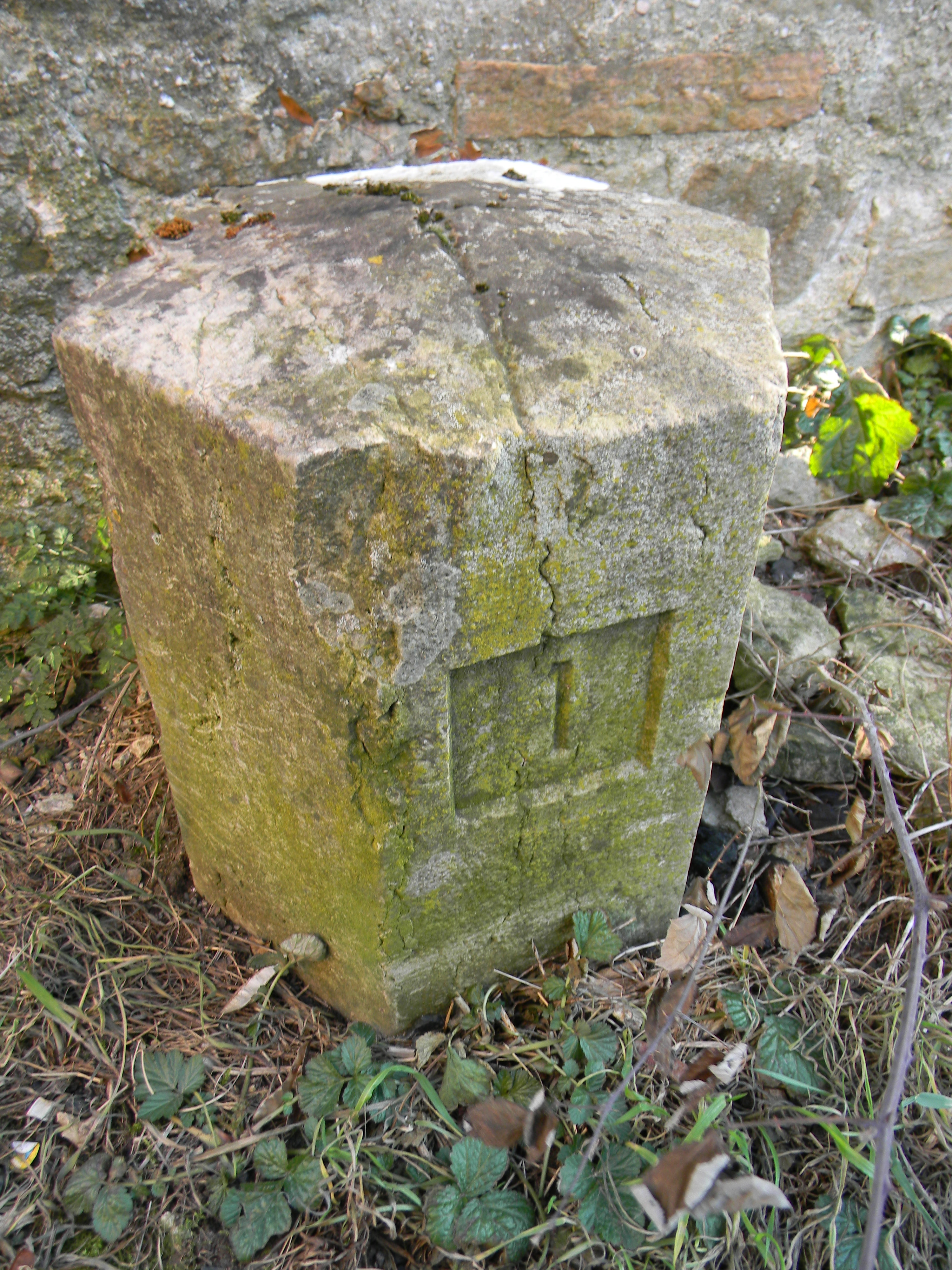
La borne de propriété militaire no 1.

Situé à 394 m d’altitude, le fort de forme polygonale était conçu pour abriter 300 hommes et pouvait tenir trois mois sans approvisionnement extérieur.
La caserne de trois niveaux à sept travées hébergeait la garnison et occupait tout le front de gorge. L'entrée du fort était assurée par un pont-levis à bascule aujourd'hui figé menant au second niveau de la caserne. Un cavalier central en forme de « U », placé derrière la caserne, dessert en artillerie lourde les batteries de tir.
Les fossés secs, d'une longueur de 700 m et d'une largeur de 16 m, sont battus par une crête basse et plusieurs coffres d'escarpe, ainsi que des caponnières couvrant les angles.
Le magasin à poudre contenait 51 tonnes de poudre noire et alimentait 34 canons. Le fort était aussi équipé d'une boulangerie, une cuisine, des magasins, une citerne et un puits.
Les bornes de propriété militaires délimitant le terrain militaire autour du fort sont encore présentes de nos jours.

## Histoire
Durant la première Guerre mondiale, le fort sert d'entrepôt pour le matériel et de casernement. Pendant la Seconde Guerre mondiale, il sert de prison aux troupes allemandes ; mais a aussi servi de camp d'internement mixte à l'encontre des étrangers, juifs, nomades, tsiganes, communistes, etc. les collaborateurs français y seront à leur tour emprisonnés à la Libération.